# SV Reutte
Der SV Schweiger Reutte (Haupt- und Namenssponsor ist das Autohaus Schweiger) ist ein österreichischer Fußballverein aus der Stadtgemeinde Reutte aus dem gleichnamigen Bezirk Reutte in Tirol und wurde 1921 gegründet. Der Verein erlebte seine größten Erfolge in den 1950er, Ende der 1960er und in den 1970er Jahren mit der Teilnahme der Landesliga Tirol, einer Liga der damaligen dritten österreichischen Spielklasse. Die Kampfmannschaft spielt in der aktuellen Saison in der Landesliga West.

## Geschichte

Das Reuttener Drei-Tannen-Stadion

Im „Kaffee Reiter“ fand am 17. April 1921 die Gründerversammlung rund um Peter Moser und 18 Sportler statt, der Verein wurde FC Reutte getauft. Nach dem Zweiten Weltkrieg das Vereinsleben während des Krieges ruhend gestellt, versuchte Otto Weirather den Verein wieder neu zu beleben und organisierte Freundschaftsspiele. In der Gruppe Oberland belegten die Reuttener 1946 hinter den Landeckern und Imstern den dritten Platz. Bereits in der nächsten Saison startete der Verein mit dem Namen SV Reutte in die Tiroler Landesliga und wurde Vorletzter und stieg ab. In der Saison 1951/52 befanden sich die Außerferner, die unter dem Namen SK Reutte spielten, in der Landesliga Tirol und blieben bis 1957, jetzt wieder unter SV Reutte antretend. Nach dem Abstieg bis zur 1. Klasse gelang dem Klub 1968 der Aufstieg in die Landesliga Tirol. Zwei Jahre später, 1970, mussten sie wieder absteigen. Das wiederholte sich bis 1977. Ab der Saison 1977/78 wurde die Landesliga zur vierten Spielklasse, da die Alpenliga eingeschoben wurde. Die Außerferner spielten bis zur Saison 1985/86 in der Tiroler Landesliga. Nun begann ein steiler Abstieg durch die Tiroler Unterligen, 1990 war der Verein in der Gebietsliga, im Jahr 2000 ebenda, am Ende der Saison 2000/01 stieg der Sportverein in die 1. Klasse West ab. 2005 erreichte der Verein den Aufstieg in die Gebietsliga, 2006 in die Landesliga und 2010 in die Tiroler Liga. Dort verweilte der Sportklub bis 2014/15. Seitdem ist der Verein in der Landesliga West. Dort wurden wechselhafte Ergebnisse eingefahren. Auch auf dem Trainerstuhl kam es in den 2010er Jahren zu einer erhöhten Rotation.

## Titel und Erfolge
- 12 × Drittligateilnahme (Landesliga Tirol): 1951/52 bis 1956/57, 1968/69, 1969,70, 1972/73, 1973/74 1975/76, 1976/77
- 1 × Finalist vom Tiroler Fußballcups: 2012

| Saison  | Liga            | Platzierung | Sp. | S  | U | N  | Torverh. | +/- | Pkt. | Infos    |
| ------- | --------------- | ----------- | --- | -- | - | -- | -------- | --- | ---- | -------- |
| 2023/24 | Landesliga West | 4           | 26  | 13 | 4 | 9  | 51:54    | −3  | 43   |          |
| 2022/23 | Landesliga West | 14          | 26  | 6  | 4 | 16 | 36:67    | −31 | 22   |          |
| 2021/22 | Landesliga West | 4           | 26  | 17 | 1 | 8  | 62:28    | 34  | 52   |          |
| 2020/21 | Landesliga West | 5           | 13  | 8  | 2 | 3  | 28:15    | 13  | 26   |          |
| 2019/20 | Landesliga West | 7           | 13  | 5  | 1 | 7  | 37:31    | 6   | 16   |          |
| 2018/19 | Landesliga West | 11          | 26  | 7  | 5 | 14 | 43:60    | −17 | 26   |          |
| 2017/18 | Landesliga West | 4           | 26  | 11 | 8 | 7  | 49:38    | 11  | 41   |          |
| 2016/18 | Landesliga West | 6           | 26  | 12 | 5 | 9  | 49:46    | 3   | 41   |          |
| 2015/16 | Landesliga West | 6           | 26  | 10 | 6 | 10 | 35:37    | −2  | 36   |          |
| 2014/15 | UPC Tirol Liga  | 15          | 30  | 9  | 4 | 17 | 43:62    | −19 | 31   | Abstieg  |
| 2013/14 | UPC Tirol Liga  | 7           | 30  | 14 | 3 | 13 | 52:46    | 6   | 45   |          |
| 2012/13 | UPC Tirol Liga  | 10          | 30  | 11 | 7 | 12 | 42:50    | −8  | 40   |          |
| 2011/12 | UPC Tirol Liga  | 7           | 30  | 13 | 4 | 13 | 70:50    | 20  | 43   |          |
| 2010/11 | UPC Tirol Liga  | 5           | 30  | 15 | 6 | 9  | 63:52    | 11  | 51   |          |
| 2009/10 | Landesliga West | 1           | 26  | 19 | 4 | 3  | 76:27    | 49  | 61   | Aufstieg |
| 2008/09 | Landesliga West | 5           | 26  | 12 | 6 | 8  | 64:39    | 25  | 42   |          |
| 2007/08 | Landesliga West | 2           | 26  | 16 | 7 | 3  | 68:28    | 40  | 55   |          |
| 2006/07 | Landesliga West | 5           | 26  | 14 | 3 | 9  | 44:40    | 4   | 45   |          |